# U-21-Fußball-Europameisterschaft 2013/Gruppe B
| Pl. | Land        | Sp. | S | U | N | Tore    | Diff. | Punkte |
| --- | ----------- | --- | - | - | - | ------- | ----- | ------ |
| 1.  | Spanien     | 3   | 3 | 0 | 0 | 005:000 | +5    | 09     |
| 2.  | Niederlande | 3   | 2 | 0 | 1 | 008:600 | +2    | 06     |
| 3.  | Deutschland | 3   | 1 | 0 | 2 | 004:500 | −1    | 03     |
| 4.  | Russland    | 3   | 0 | 0 | 3 | 002:800 | −6    | 0      |

Gruppe B der U-21-Fußball-Europameisterschaft 2013

## Spanien – Russland 1:0 (0:0)
| Spanien                                                       | Spanien | Russland | Russland |
| ------------------------------------------------------------- | --- | --- | -------- |
| Spanien                                                       | \| 1. Spieltag \| \| 6. Juni 2013 um 18:00 Uhr in Jerusalem (Teddy-Kollek-Stadion) \| \| Zuschauer: 8.127 \| \| Schiedsrichter: Matej Jug ( Slowenien) \| \| Spielbericht \|                                                            | \| 1. Spieltag \| \| 6. Juni 2013 um 18:00 Uhr in Jerusalem (Teddy-Kollek-Stadion) \| \| Zuschauer: 8.127 \| \| Schiedsrichter: Matej Jug ( Slowenien) \| \| Spielbericht \| | Russland |
| Spanien                                                       | David de Gea – Martín Montoya, Marc Bartra, Iñigo Martínez, Alberto Moreno – Asier Illarramendi, Thiago , Isco – Rodrigo (77. Sergio Canales), Cristian Tello (84. Koke), Iker Muniain (63. Álvaro Morata) Cheftrainer: Julen Lopetegui | Nikolai Sabolotnij – Georgi Schtschennikow, Nikita Tschitscherin, Taras Burlak , Maxim Beljajew – Ibragim Zalagow (79. Juri Kirillow), Sergei Petrow, Oleg Schatow, Schota Bibilow (46. Maxim Grigorjew) – Pawel Jakowlew, Denis Tscheryschew (58. Maxim Kanunnikow) Cheftrainer: Nikolai Pisarew | Russland |
| Spanien                                                       | 1:0 Morata (82.) | | Russland |
| Spanien                                                       | Schtschennikow, Schatow, Grigorjew | | Russland |
| 1. Spieltag                                                   | | |          |
| 6. Juni 2013 um 18:00 Uhr in Jerusalem (Teddy-Kollek-Stadion) | | |          |
| Zuschauer: 8.127                                              | | |          |
| Schiedsrichter: Matej Jug ( Slowenien)                        | | |          |
| Spielbericht                                                  | | |          |

## Niederlande – Deutschland 3:2 (2:0)
| Niederlande                                                   | Niederlande | Deutschland | Deutschland |
| ------------------------------------------------------------- | --- | --- | ----------- |
| Niederlande                                                   | \| 1. Spieltag \| \| 6. Juni 2013 um 20:30 Uhr in Petach Tikwa (HaMoshava-Stadion) \| \| Zuschauer: 10.248 \| \| Schiedsrichter: Ivan Bebek ( Kroatien) \| \| Spielbericht \|                                                                                    | \| 1. Spieltag \| \| 6. Juni 2013 um 20:30 Uhr in Petach Tikwa (HaMoshava-Stadion) \| \| Zuschauer: 10.248 \| \| Schiedsrichter: Ivan Bebek ( Kroatien) \| \| Spielbericht \|                                                                                                   | Deutschland |
| Niederlande                                                   | Jeroen Zoet – Ricardo van Rhijn, Stefan de Vrij, Bruno Martins Indi, Daley Blind – Kevin Strootman , Adam Maher (82. Memphis Depay), Georginio Wijnaldum (67. Florian Jozefzoon), Marco van Ginkel – Luuk de Jong, Ola John (82. Leroy Fer) Cheftrainer: Cor Pot | Bernd Leno – Tony Jantschke, Stefan Thesker, Matthias Ginter, Oliver Sorg – Sebastian Rudy, Sebastian Rode (80. Sebastian Polter), Lewis Holtby , Patrick Herrmann, Peniel Mlapa (39. Kevin Volland) – Pierre-Michel Lasogga (61. Christian Clemens) Cheftrainer: Rainer Adrion | Deutschland |
| Niederlande                                                   | 1:0 Maher (24.) 2:0 Wijnaldum (38.) 3:2 Fer (90.) | 2:1 Rudy (47., Elfmeter) 2:2 Holtby (81.) | Deutschland |
| Niederlande                                                   | Zoet | Thesker, Lasogga | Deutschland |
| 1. Spieltag                                                   | | |             |
| 6. Juni 2013 um 20:30 Uhr in Petach Tikwa (HaMoshava-Stadion) | | |             |
| Zuschauer: 10.248                                             | | |             |
| Schiedsrichter: Ivan Bebek ( Kroatien)                        | | |             |
| Spielbericht                                                  | | |             |

## Niederlande – Russland 5:1 (1:0)
| Niederlande                                                   | Niederlande | Russland | Russland |
| ------------------------------------------------------------- | --- | --- | -------- |
| Niederlande                                                   | \| 2. Spieltag \| \| 9. Juni 2013 um 18:00 Uhr in Jerusalem (Teddy-Kollek-Stadion) \| \| Zuschauer: 8.589 \| \| Schiedsrichter: Antony Gautier ( Frankreich) \| \| Spielbericht \|                                                                        | \| 2. Spieltag \| \| 9. Juni 2013 um 18:00 Uhr in Jerusalem (Teddy-Kollek-Stadion) \| \| Zuschauer: 8.589 \| \| Schiedsrichter: Antony Gautier ( Frankreich) \| \| Spielbericht \| | Russland |
| Niederlande                                                   | Jeroen Zoet – Ricardo van Rhijn, Stefan de Vrij, Bruno Martins Indi, Daley Blind – Kevin Strootman (77. Jordy Clasie), Adam Maher (73. Leroy Fer), Georginio Wijnaldum, Marco van Ginkel – Luuk de Jong (81. Danny Hoesen), Ola John Cheftrainer: Cor Pot | Nikolai Sabolotnij – Georgi Schtschennikow, Nikita Tschitscherin, Taras Burlak , Sergei Brysgalow – Ibragim Zalagow, Sergei Petrow, Oleg Schatow (77. Schota Bibilow), Alan Dsagojew – Fjodor Smolow (73. Andrei Panjukow), Pawel Jakowlew (54. Denis Tscheryschew) Cheftrainer: Nikolai Pisarew | Russland |
| Niederlande                                                   | 1:0 Wijnaldum (38.) 2:0 de Jong (61.) 3:1 John (69.) 4:1 Hoesen (83.) 5:1 Fer (90+2') | 2:1 Tscheryschew (66.) | Russland |
| Niederlande                                                   | Burlak, Dsagojew, Zalagow, Tscheryschew | | Russland |
| Niederlande                                                   | Tschitscherin | | Russland |
| 2. Spieltag                                                   | | |          |
| 9. Juni 2013 um 18:00 Uhr in Jerusalem (Teddy-Kollek-Stadion) | | |          |
| Zuschauer: 8.589                                              | | |          |
| Schiedsrichter: Antony Gautier ( Frankreich)                  | | |          |
| Spielbericht                                                  | | |          |

## Deutschland – Spanien 0:1 (0:0)
| Deutschland                                            | Deutschland | Spanien | Spanien |
| ------------------------------------------------------ | --- | --- | ------- |
| Deutschland                                            | \| 2. Spieltag \| \| 9. Juni 2013 um 20:30 Uhr in Netanja (Netanja-Stadion) \| \| Zuschauer: 11.750 \| \| Schiedsrichter: Paweł Gil ( Polen) \| \| Spielbericht \| | \| 2. Spieltag \| \| 9. Juni 2013 um 20:30 Uhr in Netanja (Netanja-Stadion) \| \| Zuschauer: 11.750 \| \| Schiedsrichter: Paweł Gil ( Polen) \| \| Spielbericht \|                                                                       | Spanien |
| Deutschland                                            | Bernd Leno – Stefan Thesker, Tony Jantschke, Matthias Ginter, Oliver Sorg, Sebastian Rudy (82. Antonio Rüdiger) – Sebastian Rode (70. Emre Can), Lewis Holtby , Patrick Herrmann (64. Pierre-Michel Lasogga), Christian Clemens – Kevin Volland Cheftrainer: Rainer Adrion | David de Gea – Martín Montoya, Marc Bartra, Iñigo Martínez, Alberto Moreno – Asier Illarramendi, Koke, Thiago , Isco (89. Ignacio Camacho) – Rodrigo (72. Álvaro Morata), Cristian Tello (85. Iker Muniain) Cheftrainer: Julen Lopetegui | Spanien |
| Deutschland                                            | 0:1 Morata (86.) | | Spanien |
| Deutschland                                            | Rode, Herrmann, Lasogga, Can | Alberto, Koke | Spanien |
| 2. Spieltag                                            | | |         |
| 9. Juni 2013 um 20:30 Uhr in Netanja (Netanja-Stadion) | | |         |
| Zuschauer: 11.750                                      | | |         |
| Schiedsrichter: Paweł Gil ( Polen)                     | | |         |
| Spielbericht                                           | | |         |

## Spanien – Niederlande 3:0 (2:0)
| Spanien                                                        | Spanien | Niederlande | Niederlande |
| -------------------------------------------------------------- | --- | --- | ----------- |
| Spanien                                                        | \| 3. Spieltag \| \| 12. Juni 2013 um 18:00 Uhr in Petach Tikwa (HaMoshava-Stadion) \| \| Zuschauer: 10.024 \| \| Schiedsrichter: Ovidiu Hațegan ( Rumänien) \| \| Spielbericht \|                                                 | \| 3. Spieltag \| \| 12. Juni 2013 um 18:00 Uhr in Petach Tikwa (HaMoshava-Stadion) \| \| Zuschauer: 10.024 \| \| Schiedsrichter: Ovidiu Hațegan ( Rumänien) \| \| Spielbericht \|                                    | Niederlande |
| Spanien                                                        | David de Gea – Nacho, Iñigo Martínez, Álvaro González, Dani Carvajal – Thiago (80. Muniesa), Camacho (52. Asier Illarramendi), Pablo Sarabia, Isco (62. Álvaro Vázquez), Álvaro Morata – Iker Muniain Cheftrainer: Julen Lopetegui | Marco Bizot – Kelvin Leerdam, Mike van der Hoorn, Bram Nuytinck , Patrick van Aanholt – Jordy Clasie, Leroy Fer, Tonny Vilhena (71. Adam Maher) – Danny Hoesen, Florian Jozefzoon, Memphis Depay Cheftrainer: Cor Pot | Niederlande |
| Spanien                                                        | 1:0 Morata (26.) 2:0 Isco (32.) 3:0 Álvaro (90.) | | Niederlande |
| Spanien                                                        | Illarramendi, Morata | Hoesen, Fer | Niederlande |
| 3. Spieltag                                                    | | |             |
| 12. Juni 2013 um 18:00 Uhr in Petach Tikwa (HaMoshava-Stadion) | | |             |
| Zuschauer: 10.024                                              | | |             |
| Schiedsrichter: Ovidiu Hațegan ( Rumänien)                     | | |             |
| Spielbericht                                                   | | |             |

## Russland – Deutschland 1:2 (1:1)
| Russland                                                | Russland | Deutschland | Deutschland |
| ------------------------------------------------------- | --- | --- | ----------- |
| Russland                                                | \| 3. Spieltag \| \| 12. Juni 2013 um 18:00 Uhr in Netanja (Netanja-Stadion) \| \| Zuschauer: 9.500 \| \| Schiedsrichter: Matej Jug ( Slowenien) \| \| Spielbericht \| | \| 3. Spieltag \| \| 12. Juni 2013 um 18:00 Uhr in Netanja (Netanja-Stadion) \| \| Zuschauer: 9.500 \| \| Schiedsrichter: Matej Jug ( Slowenien) \| \| Spielbericht \| | Deutschland |
| Russland                                                | Alexander Filzow – Georgi Schtschennikow, Taras Burlak , Maxim Beljajew, Ibragim Zalagow – Sergei Petrow, Roman Jemeljanow (43. Oleg Schatow), Maxim Grigorjew (48. Pawel Jakowlew), Schota Bibilow, Alan Dsagojew – Denis Tscheryschew (77. Fjodor Smolow) Cheftrainer: Nikolai Pisarew | Oliver Baumann – Tony Jantschke, Stefan Thesker, Lasse Sobiech, Shkodran Mustafi – Matthias Ginter, Sebastian Rode (70. Patrick Funk), Lewis Holtby (46. Sebastian Rudy), Patrick Herrmann, Christian Clemens (46. Sebastian Polter) – Kevin Volland Cheftrainer: Rainer Adrion | Deutschland |
| Russland                                                | 1:0 Dsagojew (23.) | 1:1 Herrmann (35.) 1:2 Rudy (69., Foulelfmeter) | Deutschland |
| Russland                                                | Tscheryschew, Jemeljanow, Bibilow, Beljajew | Herrmann | Deutschland |
| Russland                                                | Schtschennikow | | Deutschland |
| 3. Spieltag                                             | | |             |
| 12. Juni 2013 um 18:00 Uhr in Netanja (Netanja-Stadion) | | |             |
| Zuschauer: 9.500                                        | | |             |
| Schiedsrichter: Matej Jug ( Slowenien)                  | | |             |
| Spielbericht                                            | | |             |